# Pablo Álvarez Núñez
Pablo Álvarez Núñez (Oviedo, 14 de maig de 1980) és un futbolista asturià, que ocupa la posició de migcampista.

## Trajectòria esportiva
Va començar a destacar al CD Lugo. El 1998 fitxa per l'Sporting de Gijón, que l'hi incorpora al seu filial. La temporada 00/01 hi debuta amb el primer equip per aquell temps a Segona Divisió, tot jugant 4 partits i marcant un gol.
A l'any següent es consolida a l'alineació asturiana, disputant 35 partits. Durant cinc temporades seria peça clau de l'Sporting, amb qui sumaria 161 partits i 25 gols.
L'estiu del 2006 fitxa pel Deportivo de La Corunya, amb qui debuta a primera divisió. A l'any següent és cedit al Racing de Santander, mentre que una lesió l'allunya dels terrenys de joc. Retorna a Galícia la temporada 08/09, en la qual disputa 21 partits.